# تپه نیرژ سفلی
تپه نیرژ سفلی مربوط به دوره ساسانیان است و در شهرستان ثلاث باباجانی، بخش مرکزی، روستای نیرژسفلی واقع شده و این اثر در تاریخ ۴ خرداد ۱۳۸۴ با شمارهٔ ثبت ۱۱۷۹۶ به‌عنوان یکی از آثار ملی ایران به ثبت رسیده است.